# NGC 1784
NGC 1784 ist eine Balken-Spiralgalaxie vom Hubble-Typ SBc im Sternbild Lepus am Südsternhimmel. Sie ist schätzungsweise 100 Millionen Lichtjahre von der Milchstraße entfernt.
Das Objekt wurde am 11. Dezember 1836 von John Herschel entdeckt.